# Jason Rouser
Jason Rouser (né le 22 mars 1970 à Tucson, Arizona) est un athlète américain spécialiste du 400 mètres.
En 1993, il remporte la médaille d'or du relais 4 × 400 mètres lors des Championnats du monde en salle de Toronto aux côtés de Darnell Hall, Brian Irvin et Danny Everett (3 min 04 s 20). Lors des Jeux olympiques de 1996, à Atlanta, Jason Rouser participe aux séries du relais 4 × 400 m et permet à l'équipe des États-Unis de se qualifier pour le tour suivant. Remplacé par Alvin Harrison en finale, il reçoit néanmoins la médaille d'or olympique au même titre que ses coéquipiers. 
En 1997, Jason Rouser enlève le titre du 4 × 400 m des Championnats du monde en salle de Paris-Bercy. L'équipe américaine, composée par ailleurs de Mark Everett, Sean Maye et Deon Minor, s'impose en 3 min 04 s 93 devant la Jamaïque et la France.
Son record personnel sur 400 m est de 44 s 70, établi en juin 1996 à Atlanta.

## Palmarès
| Année | Compétition                    | Lieu    | Place | Épreuve   |
| ----- | ------------------------------ | ------- | ----- | --------- |
| 1993  | Championnats du monde en salle | Toronto | 6e    | 400 m     |
| 1993  | Championnats du monde en salle | Toronto | 1er   | 4 × 400 m |
| 1996  | Jeux olympiques                | Atlanta | 1er   | 4 × 400 m |
| 1997  | Championnats du monde en salle | Paris   | 1er   | 4 × 400 m |